# Fifty-Fifty (film 1915 Easton)
Fifty-Fifty è un cortometraggio muto del 1915 diretto da Clem Easton.

## Produzione
Il film fu prodotto dalla Essanay Film Manufacturing Company.

## Distribuzione
Distribuito dalla General Film Company, il film uscì nelle sale cinematografiche USA il 1º novembre 1915.